# Monorthochaeta galatica
Monorthochaeta galatica är en stekelart som beskrevs av Maksymilian Nowicki 1935. Monorthochaeta galatica ingår i släktet Monorthochaeta och familjen hårstrimsteklar. Inga underarter finns listade i Catalogue of Life.